# Groepsverkrachting
Groepsverkrachting is een vorm van verkrachting waarbij een groep personen één of enkele slachtoffers achter elkaar en/of tegelijkertijd verkracht.

## Situatie in België en Nederland

### Juridische bepalingen
Juridisch bestaat de term niet in België en Nederland. In het Belgisch Strafwetboek wordt de "pluraliteit van de daders" wel in rekening gebracht. Art. 377 stelt dat het geholpen zijn bij de verkrachting of aanranding van de eerbaarheid leidt tot een verzwaring van de straffen. De hulp moet geboden worden tijdens de uitvoering van het misdrijf en niet enkel bij de voorbereiding. Ook het Nederlandse Wetboek van Strafrecht bepaalt dat de straffen verhoogd worden indien de feiten worden gepleegd door twee of meerdere personen.

### Getallen
In de jaren 2010 komen vooral groepsverkrachtingen in India regelmatig in het nieuws: zie bijvoorbeeld groepsverkrachting in Delhi in 2012. Het beeld van India als het land van groepsverkrachtingen stemt evenwel niet overeen met de getallen. In Nederland en België zouden in verhouding meer groepsverkrachtingen gebeuren dan in India. Correcte getallen verkrijgen blijft echter moeilijk omwille van twee factoren: eerst en vooral worden verkrachtingen in veel gevallen nog steeds niet aangegeven, ten tweede verschillen de definities van groepsverkrachting.
Voor België zijn er criminaliteitsstatistieken beschikbaar van de federale politie. Op pagina 12 van het document staat het aantal groepsverkrachtingen van 2000 en verder jaarlijks van 2005 tot en met 2013 aangegeven. In 2013 waren dit er 212. De voorafgaande jaren schommelde het rond de 250. Het is echter belangrijk rekening te houden met de gehanteerde definitie: alle verkrachtingen waarbij meer dan een persoon betrokken was, werden als groepsverkrachtingen geregistreerd. Een tweede betrokkene die het slachtoffer vasthoudt of op uitkijk staat, volstaat om van een groepsverkrachting te spreken.
De Nederlandse getallen zijn analoog. In 2004 werd gemeld dat jaarlijks zo'n 200 minderjarige verdachten van groepsverkrachtingen werden vervolgd.